# Tesoromio
Tesoromio è un film del 1979 diretto da Giulio Paradisi.

## Trama
Enrico Moroni, scrittore di commedie teatrali, dopo l'ennesimo fiasco riceve la visita dell'ufficiale giudiziario Pierluigi che, come già altre volte, gli ripulisce la casa. I guai di Enrico, più che da incapacità, nascono dal fatto che, tramite l'avvocato Roberto Manetta, una società finanzia le fallimentari commedie per coprire le somme dovute al fisco, inoltre lo costringe a servirsi di Solange, attrice mediocre oltre che amante dello scrittore. Un giorno, inviata da un'agenzia, si presenta come "colf" una ragazza nera, Tesoro Hoaua, proveniente da una piccola isola dell'Oceano Indiano. 
L'esotica bellezza, carica di diamanti che suo padre raccoglie in abbondanza sulle montagne, innamoratasi di Enrico (che scoprirà di provare un analogo sentimento verso lei) paga tutti i suoi debiti, rimette la villa in condizioni ottimali e, preso il posto di Solange che si è trasferita dall'amante Roberto, trascina Enrico nei suoi entusiasmi per la natura sino a indurlo alla composizione di una nuova commedia. I finanziatori, sicuri di poter usufruire di un altro fiasco, mettono in scena la nuova opera che, però, ottiene un clamoroso successo. Enrico, deciso a sposare Tesoro, viene a sapere che la donna se ne è andata, desiderosa di rientrare nella sua isola. Ma, per sua fortuna, i finanzieri l'hanno fermata in aeroporto per l'incredibile quantità di diamanti di cui l'hanno trovata in possesso; Enrico, dopo aver testimoniato in sua difesa, può finalmente liberarsi di Solange e unirsi a Tesoro.